# Фенерски камък (светилище)
Скалното светилище Фенерски камък се намира при връх Фенерка на (Рила планина) и е регистрирано през месец септември 2014 г. при теренно проучване от научен екип с ръководители проф. Васил Марков и доц. Алексей Гоцев.

## Описание и интерпретация
Според интерпретацията на проф. Васил Марков, светилището на връх Фенерка е едно от „ранните светилища ползвани от древните траки“. Откритите керамични фрагменти на мястото на обекта са датирани най-общо около I хил. пр. Хр. Сред останалите регистрирани особености на мястото са изсечена в скалите отвесна щерна, изсичане във формата на вана и шлака ползвана за откриване на злато и сребро в древността.
Марков описва скалите на връх Фенерка (Фенерски камък) като пирамидално оформени. Според интерпретацията на доц. Гоцев при върха възлиянията и ритуалите на върха са били в чест на Сабазий (Дионис).
Интерпретациите на двамата учени не почиват на сериозни археологически проучвания и интерпретациите им са твърде хипотетични. Археологическият обект при Фенерски камък не е публикуван в научната литература. Гоцев и Марков не публикуват дори снимков материал на скално изсечените „трон“ и „шарапана“ и „вана“, които се споменават в публикациите за теренното им проучване.

## Отзвук
Хипотетичните интерпретации на Гоцев и Марков получават отзвук в местната и националната преса, която използва бомбастични заглавия като: „Иван Очев от село Бистрица, Дупнишко: На връх Фенерка е светилището на тракийския бог на виното Дионис“; „Дени Милева, откри египетска пирамида на връх Фенерка и тракийско светилище“; „Дупничанка видя Богородица в Рила“ и „Вярващи получават отговор на молитвите си от пирамидата над Дупница, 43-годишна жена: Стана чудо! Силна енергия ме разтърси и излекува жлъчката ми!“. Съдържанието на повечето статии е крайно спекулативно.